# 張愛萍
張愛萍（ちょう あいへい、簡体字：张爱萍、繁体字：張愛萍、英語：Zhang Aiping、ヂャン・アイピン、1910年1月9日 - 2003年7月5日）は、中華人民共和国の政治家、軍人。動乱期の中国を生き、共産党政権の樹立に貢献して軍の要職を歴任するも、文化大革命の時期に批判を受けて禁錮5年の刑罰を受けた。1977年8月の文化大革命終了後に名誉は回復され、国防部長などの政府の要職を務めた。中国人民解放軍上将（大将）である。

## 来歴
- 1910年1月9日 四川省達県に誕生する。
- 1928年8月 中国共産党に入党する。
- 1929年6月 上海地下党員
- 1934年 紅軍大学（後の抗日軍政大学）に入学する。
- 1934年9月 紅3軍団第4師団第12団 政治委員
- 1938年 八路軍指揮部の参謀となる。
- 1941年 新四軍第3師第9旅の旅長・第3師副師長兼江蘇省北部軍区副司令員となる。
- 1944年9月 新四軍第4師師長兼淮北軍区司令員
- 1947年頃 華中軍区副司令員
- 1948年 第三野戦軍前線委員会の委員となる。
- 1949年10月 （中華人民共和国成立）第7兵団の司令員兼浙江軍区の司令員
- 1954年10月 副総参謀長、国務院国防工業事務室副主任、国防科委員会主任、国家科委員会第一副主任、軍事委員会科学技術装備委員会主任
- 1955年 上将（大将）に任じされる。
- 1966年5月 - 1977年8月 文化大革命の期間中に批判を受けて拘禁5年の刑罰を受けた。
- 1980年9月 - 1982年5月 国務院副総理
- 1982年11月 - 1988年4月 国防部長、中央軍事委員会副秘書長
- 2003年7月5日 北京にて死去した。93歳であった。